# Stâlp funerar

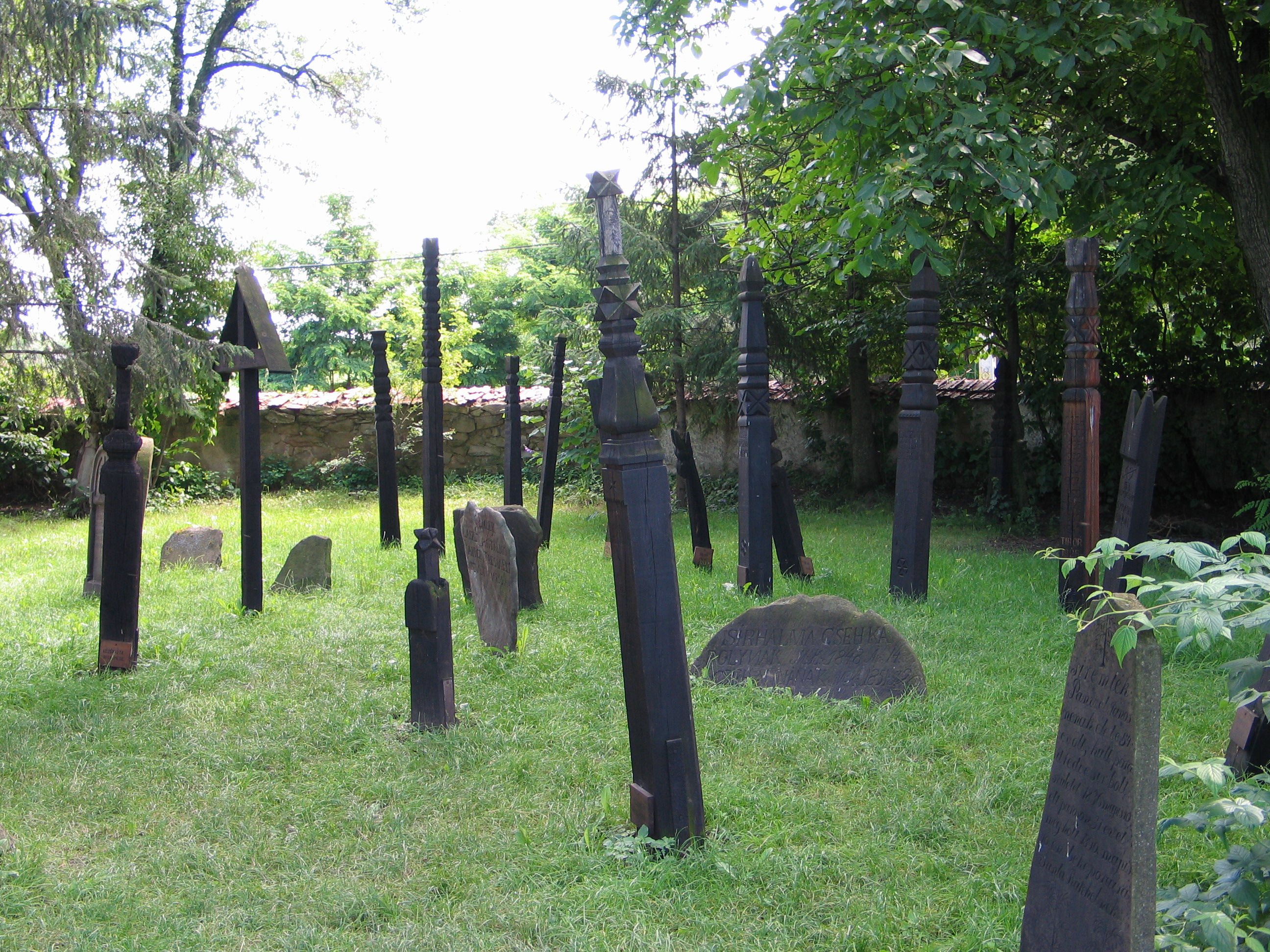
Stâlpi de mormânt, Cernat, Covasna
(foto 2011)

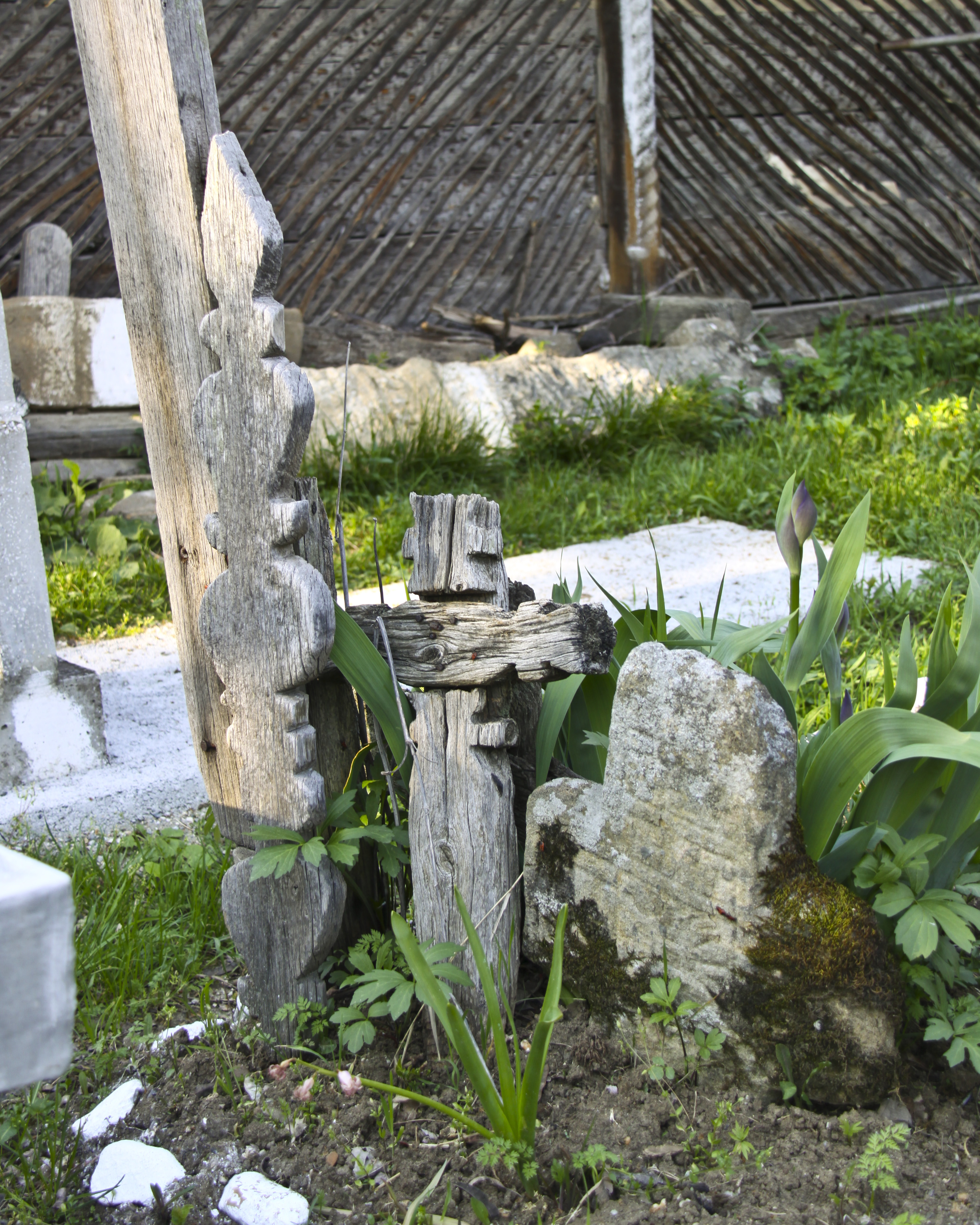
Stâlp de mormânt din județul Gorj

Stâlpii funerari sau stâlpii de morminte (în maghiară kopjafa, literal lemn de mormânt) sunt monumente funerare din lemn, la origine precreștine, păstrate până în prezent la secuii din Transilvania. 

## Descriere
Obiceiul, atestat și la români, a fost abandonat la mijlocul secolului al XX-lea în favoarea crucilor din piatră sau din beton.
Înfățișarea stâlpilor evocă vârsta și rangul decedatului (tânăr, bătrân, fecior sau căsătorit etc.).

### Stâlpii funerari la maghiari
Acest obicei a inspirat titlul unei cărți a scriitorului József Nyirő (Kopjafák, 1924).

### Stâlpii funerari la români
O lucrare importantă este cea a lui Gheorghe Pavelescu Pasărea suflet. Contribuții pentru cunoașterea cultului morților la românii din Transilvania, în Anuarul arhivei de folklor, VI, 1942, Ethnos. Studii de etnografie și folclor, I, Sibiu, 1998. Stâlpii funerari sunt însoțiți uneori de porumbei, dacă cel decedat este tânăr necăsătorit sau copil. El a denumit aceste reprezentări ”păsări ale sufletului” care pot fi puse în conexiune cu mentalitatea arhaică conform căreia sufletul era imaginat sub forma unei păsări. R. Vulcănescu distinge, în lucrarea Mitologie română, pasărea-suflet și sufletul pasăre, ”în primul caz este simbolizat dubletul material al mortului pe lumea aceasta, iar în al doilea caz imaginea ornitomorfică a sufletului rătăcitor”.
Romulus Vulcănescu spune în lucrarea sa Coloana cerului că stâlpii funerari „reprezintă categoria cea mai numeroasă a stâlpilor mitici întâlniți la români”. „Stâlpul nu are rol decorativ, ci unul de marcare a locului înmormântării”. 
Cristian Ioan Popa în lucrarea Contribuții la cunoașterea arhitecturii funerare din lemn din Valea Cugirului spune că ”Originea unor astfel monumente trebuie căutată în vremurile precreștine, apropieri putându-se face cu stâlpii totemici”. El distinge două grupe distincte ce pot fi delimitate atât în funcție de zona în care aceștia sunt prezenți, cât și din punct de vedere stilistic: grupa din zona montană și grupa din zona de șes. Prima grupă, cea din zona montană se remarcă prin bogăția și varietatea elementelor ornamentale realizare cu ajutorul sculpturii și traforajului, mulți dintre stâlpii studiați purtând urme de pictură policromă, ceea ce, desigur, dau o notă de culoare și căldură unui cimitir montan. Stâlpii funerari din zona de șes se disting prin simplitate, fără o decorație abundentă, precum întâlnim în zonele mai înalte ale văii Cugirului... Pentru localitatea Cugir întâlnim și o explicație a simbolisticii porumbelului, care, se spune, avea rolul ca să apere trupul mortului să nu-l fure vreun duh rău”.
Sub aspectul răspândirii geografice, Gheorghe Aldea remarcă existența lor pe o arie extinsă a Transilvaniei, cuprinzând județele Alba, Mureș, unele localități din Moldova precum și din Oltenia și Teleorman.

## Galerie de imagini

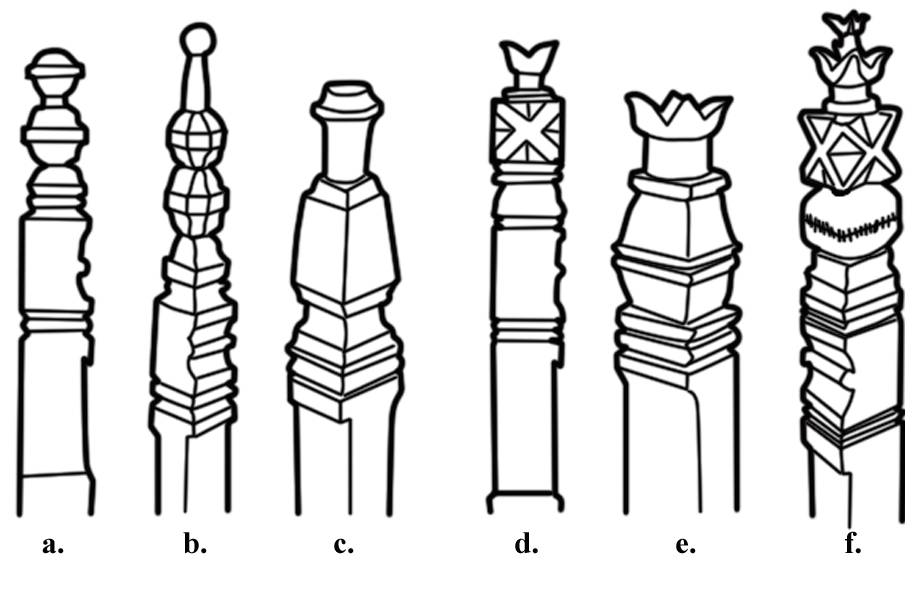
Tipuri de stâlpi funerari